# Klaus Graf (Produzent)

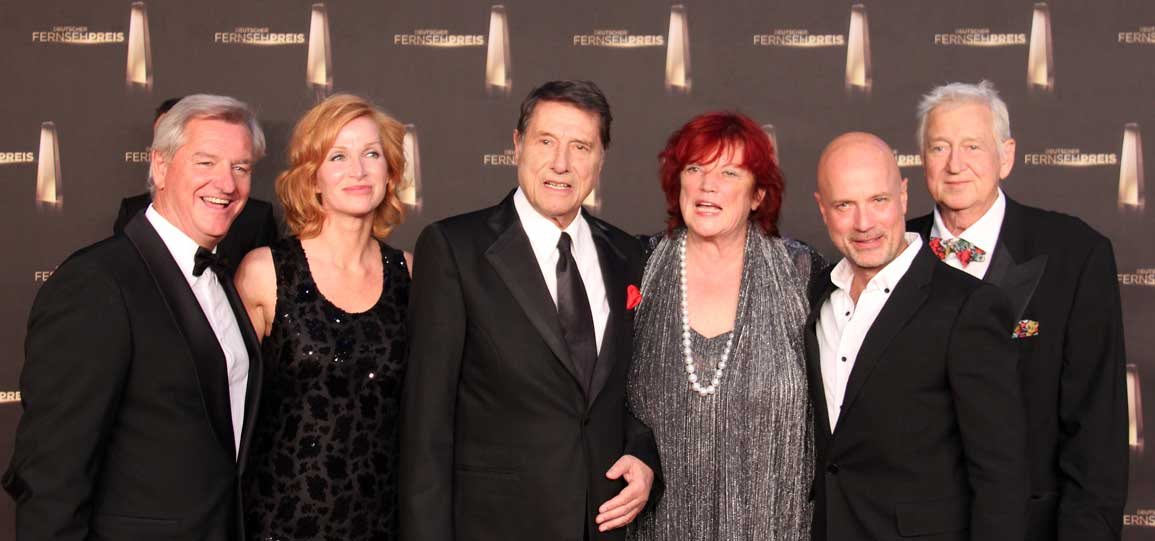
Klaus Graf (links) mit dem Team des Preisträger-Films Der Mann mit dem Fagott beim Deutschen Fernsehpreis 2012

Klaus Graf (* 19. August 1958 in Kärnten) ist ein österreichischer Filmproduzent.

## Leben
Der aus Griffen/Kärnten stammende Graf war ab 1984 als Leiter eines Referates für berufliche Erwachsenenbildung im WIFI Kärnten tätig, bis er 1989 als Veranstaltungsmanager zu den Casinos Austria wechselte. 1995 holte ihn der österreichische Filmproduzent Karl Spiehs ins Filmbusiness. Graf wurde Geschäftsführer der neu gegründeten Firma Movie & TV-Production Carinthia GmbH (MTC) und 1996 Geschäftsführer der Wörthersee Film Produktion GmbH, der Lisa Film Vertrieb GmbH und der 1997 gegründeten EVENT Filmproduktion GmbH in München (bis 2001). In den Jahren der Zusammenarbeit mit Karl Spiehs entstanden Produktionen wie die Fernsehreihen Klinik unter Palmen und Der Pfundskerl, die Fernsehfilme Die Superbullen und Letzte Chance für Harry.
2001 gründete Klaus Graf die Graf Filmproduktion GmbH mit Sitz in Klagenfurt, 2002 die Graf Film GmbH mit Sitz in München. Beide Firmen sind private und unabhängige Unternehmen in seinem alleinigen Eigentum. Seit 2024 ist seine Tochter Livia Graf-Bechler neben Klaus Graf Geschäftsführerin beider Familienunternehmen, die sich auf die Herstellung fiktionaler TV-Produktionen für den deutschsprachigen Film- und Fernsehmarkt spezialisiert haben. Zu den Aushängeschildern zählen die für das ZDF und den ORF produzierte Fernsehreihe Die Toten vom Bodensee und die für die ARD produzierte Serie Der Zürich-Krimi.
Klaus Graf war Universitätslektor an der Universität Klagenfurt, ist Kommerzialrat und Vorsitzender der Fachvertretung der Kärntner Film- und Musikindustrie. Er ist verheiratet und Vater zweier erwachsener Kinder. 2008 wurde er mit dem Großen Ehrenzeichen des Landes Kärnten geehrt. 2025 wurde er im Rahmen der Kleine Zeitung-Ehrung der "Köpfe des Jahres 2024" für sein Lebenswerk ausgezeichnet.

## Filmografie als Produzent (Auswahl)
- 2002: Ein himmlisches Weihnachtsgeschenk (Koproduktion mit Lisa Film)
- 2002: Auch Erben will gelernt sein
- 2003: Ein himmlischer Freund (Fernsehfilm)
- 2003: Die Liebe hat das letzte Wort
- 2004: Vera – Die Frau des Sizilianers (Zweiteiler)
- 2004: Rose unter Dornen
- 2005: Bis in den Tod (ORF-Mystery-Reihe)
- 2005: Der Arzt vom Wörthersee
- 2006: Das Weihnachts-Ekel
- 2006: Der Arzt vom Wörthersee – Schatten im Paradies
- 2007: Im Meer der Lügen (Zweiteiler)
- 2007: Der Arzt vom Wörthersee – Ein Wink des Himmels
- 2007: Der Arzt vom Wörthersee – Ein Rezept für die Liebe
- seit 2007: Lilly Schönauer (Fernsehreihe)
- 2008: Island – Herzen im Eis
- 2010: Russisch Roulette (Zweiteiler)
- 2010: Der Mann mit dem Fagott (Fernsehzweiteiler; Koproduktion mit Ziegler Film)
- 2011: Adriatische Geschichten – Briefe aus Rovinj aka Meer der Liebe
- 2011: Das Wunder von Kärnten
- 2011: Inseln vor dem Wind
- 2012: Die Holzbaronin
- 2013: Im weißen Rössl – Wehe Du singst!
- 2014: Ein Sommer im Burgenland
- seit 2014: Die Toten vom Bodensee (Fernsehreihe)
- 2015: Landkrimi – Wenn du wüsstest, wie schön es hier ist
- 2016: Die Kinder der Villa Emma
- seit 2016: Der Zürich-Krimi (Fernsehreihe)
- 2017: Stadtkomödie – Harri Pinter, Drecksau
- 2018: Landkrimi – Grenzland
- 2019: Ich war noch niemals in New York
- 2019: Tatort – Baum fällt
- 2022: Rubikon
- 2022: Jeanny – Das 5. Mädchen (Fernsehfilm)
- 2023: Landkrimi – Immerstill (Fernsehreihe)
- 2024: Der Geier – Die Tote mit dem falschen Leben (Fernsehreihe)
- 2025: Ohne jede Spur – Der Fall der Nathalie B. (Fernsehfilm)
- 2025: Der Geier – Freund oder Feind (Fernsehreihe)